# Norops breedlovei
Norops breedlovei este o specie de șopârle din genul Norops, familia Polychrotidae, descrisă de Worthington George Smith și Paulson 1968. A fost clasificată de IUCN ca specie în pericol. Conform Catalogue of Life specia Norops breedlovei nu are subspecii cunoscute.